# KVF
A tumba KVF, no Vale dos Reis em Egito, é uma pequena tumba retangular inacabada que foi notada por Howard Carter, em 1921, quando este reparou que no lugar desta tumba formava-se uma poça d'água provinda de um canal vindo da KV34. Próximo desta tumba Carter escavou depósitos contendo objetos com o nome do faraó Tutemés III, o que o fez acreditar que esta tratava-se de uma tumba relacionada com a tumba deste (KV34). Entretanto, outros egiptólogos, como Elizabeth Thomas, acreditam que esta tumba pode não estar relacionada com a KV34. Atualmente a tumba encontra-se inacessível e cheia de escombros.